# Arteria radicular magna
La arteria radicular magna o arteria de Adamkiewicz, es la rama más grande de las arterias de la médula espinal de los segmentos anteriores.
 
La médula espinal tiene una irrigación sanguínea menos efectiva que el cerebro, porque depende de vasos sanguíneos de diámetro muy pequeño.

## Origen
Nace entre la T5 y T8 en el 15% de los casos, entre la T9 y la T12 en el 60% de los pacientes, y en L1 en el 25% restante, raramente más abajo.

Es unilateral y surge en el lado izquierdo en el 65% de los casos, aproximadamente, penetrando en la médula espinal entre los segmentos medulares T8 y L4.

Se origina habitualmente a partir de la rama espinal de una arteria intercostal inferior o arterias lumbares inferiores.

## Función
La principal función de la arteria de Adamkiewicz es irrigar la intumescencia lumbo-sacra y reforzar la circulación en 2/3 anteriores de la médula espinal.

## Patología
Los procesos patológicos que afectan a la "arteria radicular magna", que irriga la médula espinal como cualquier arteria, pueden incluir: 
- arteriosclerosis,
- embolia y
- malformación arteriovenosa

Cualquiera de estas patologías llevan a la isquemia o a la hemorragia, en el interior de la médula espinal.